# Episodi di Branded (prima stagione)
La prima stagione della serie televisiva Branded è andata in onda negli Stati Uniti dal 24 gennaio 1965 al 23 maggio 1965 sulla NBC.
| nº | Titolo originale      | Prima TV USA     |
| -- | --------------------- | ---------------- |
| 1  | Survival              | 24 gennaio 1965  |
| 2  | The Vindicator        | 31 gennaio 1965  |
| 3  | The Test              | 7 febbraio 1965  |
| 4  | The Rules of the Game | 14 febbraio 1965 |
| 5  | The Bounty            | 21 febbraio 1965 |
| 6  | Leap Upon Mountains   | 28 febbraio 1965 |
| 7  | Coward Step Aside     | 7 marzo 1965     |
| 8  | The Mission: Part 1   | 14 marzo 1965    |
| 9  | The Mission: Part 2   | 21 marzo 1965    |
| 10 | The Mission: Part 3   | 28 marzo 1965    |
| 11 | The First Kill        | 4 aprile 1965    |
| 12 | Very Few Heroes       | 11 aprile 1965   |
| 13 | One Way Out           | 18 aprile 1965   |
| 14 | That the Brave Endure | 25 aprile 1965   |
| 15 | Taste of Poison       | 2 maggio 1965    |
| 16 | Price of a Name       | 23 maggio 1965   |

## Survival
- Prima televisiva: 24 gennaio 1965
- Diretto da: Richard Whorf
- Scritto da: Larry Cohen

### Trama
- Guest star: Janet De Gore (Sally Colbee), Alex Cord (Jed Colbee), Valerie Szabo (Jessie Colbee), Robert Carricart (Navajo), Harry Harvey (Stable Owner)

## The Vindicator
- Prima televisiva: 31 gennaio 1965
- Diretto da: Joseph H. Lewis
- Scritto da: Larry Cohen

### Trama
- Guest star: June Lockhart (Sue Pritchett), John Marley (Ritter), Harry Carey, Jr. (tenente John Pritchett), John Litel (generale James Reed), Johnny Jensen (Johnny Pritchett), Charles P. Thompson (addetto al telegrafo), Robert Random (soldato), John Pickard (sergente), Claude Akins (Ned Travis)

## The Test
- Prima televisiva: 7 febbraio 1965
- Diretto da: Leonard Horn
- Scritto da: John Wilder, Jerry Ziegman

### Trama
- Guest star: Mike Kemp (Bold Eagle), John War Eagle (uomo di medicina), Jay Silverheels (Wild Horse), Joe De Santis (Comanche Chief), Alberto Monte (Comanche), Jason Evers (padre Durant)

## The Rules of the Game
- Prima televisiva: 14 febbraio 1965
- Diretto da: Lawrence Dobkin
- Scritto da: Larry Cohen

### Trama
- Guest star: Harry Bartell (sindaco), L. Q. Jones (Miles), Russ Conway (sceriffo Pollard), Brad Weston (Vance), Robert F. Hoy (Cody Vance), Cal Bartlett (Ben Vance), Helen Kleeb (Mrs. Bryan), Irene Tedrow (Mrs. Wilcox), Arthur Peterson (Harkness), Kathy Garver (Ginny), Jeanne Cooper (Elsie Brown)

## The Bounty
- Prima televisiva: 21 febbraio 1965
- Diretto da: Harry Harris
- Soggetto di: Larry Cohen

### Trama
- Guest star: Juli Reding (Liz), Charles Maxwell (Andy Starrett), Michael Ansara (Thomas Frye), Gene Evans (Matthew Paxton), Duane Grey (sceriffo), Pete Kellett (Gil Starrett), Regis Parton (Vince Starrett), Pat Conway (Johnny Dolan)

## Leap Upon Mountains
- Prima televisiva: 28 febbraio 1965
- Diretto da: Harry Harris
- Scritto da: Andrew J. Fenady

### Trama
- Guest star: Joan Leslie (Mrs. Cooper), Michael Masters (sceriffo), Claude Hall (Buckrum), John Ireland (Renger), Alex Sharp (Lathe), Bill Hart (Chet), Lionel Decker (barbiere), Chris Alcaide (Karp)

## Coward Step Aside
- Prima televisiva: 7 marzo 1965
- Diretto da: Harry Harris
- Soggetto di: Larry Cohen

### Trama
- Guest star: Richard Arlen (Hatton), Charla Doherty (Karin), Skip Homeier (Luke Garrett), Johnny Crawford (Clay Holden), Ron Perranoski (Lennart), Harry Fleer (Adams), Melville Ruick (Bates), Loyal T. Lucas (Stoner), Allen Jaffe (Topaz), Robert Nash (Jenkins)

## The Mission: Part 1
- Prima televisiva: 14 marzo 1965
- Diretto da: Bernard McEveety
- Soggetto di: Larry Cohen

### Trama
- Guest star: William Bryant (presidente Ulysses S. Grant), Macdonald Carey (senatore Lansing), Robert Q. Lewis (Ray Hatch), Jon Lormer (colonnello Snow), Kamala Devi (Laurette Lansing), John Carradine (generale Josh McCord)

## The Mission: Part 2
- Prima televisiva: 21 marzo 1965
- Diretto da: Bernard McEveety
- Soggetto di: Larry Cohen

### Trama
- Guest star: William Bryant (presidente Ulysses S. Grant), Peter Breck (Crispo), Jon Lormer (colonnello Snow), Montie Plyer (Anguila), H. M. Wynant (Brissac), Maia Stewart (Elena), Cesar Romero (generale Arriola), John Carradine (generale Josh McCord)

## The Mission: Part 3
- Prima televisiva: 28 marzo 1965
- Diretto da: Bernard McEveety
- Soggetto di: Larry Cohen

### Trama
- Guest star: Peter Breck (Crispo), Patrick Wayne (caporale Dewey), Rochelle Hudson (Alice Whitcomb), Montie Plyer (Anguila), Steven Marlo (soldato Tyler), H. M. Wynant (Brissac), Wendell Corey (maggiore Whitcomb)

## The First Kill
- Prima televisiva: 4 aprile 1965
- Diretto da: Alex March
- Scritto da: Frank Chase

### Trama
- Guest star: Howard Johnson (giocatore di poker), Pete Kellett (barista), James Dunn (Sam Manning), John Pickard (Rand), Chad Everett (Adam Manning/Tad Manning)

## Very Few Heroes
- Prima televisiva: 11 aprile 1965
- Diretto da: Bernard McEveety
- Scritto da: John Wilder, Jerry Ziegman

### Trama
- Guest star: Bill Cort (Alan Winters), Bill Hickman (Ensor), Kathryn Hays (Christina Adams), Bing Russell (Thomas Teal), Stuart Lancaster (Chase), Jay Jostyn (giudice), Tom Drake (Jordan Payne)

## One Way Out
- Prima televisiva: 18 aprile 1965
- Diretto da: Bernard McEveety
- Scritto da: Jameson Brewer

### Trama
- Guest star: Eddie Little Sky (Blue Hawk), X Brands (Red Arm), Paul Brent (Micah Murdock), John Dehner (Joshua Murdock), Iron Eyes Cody (Grey Eagle), Jim Davis (Malachi Murdock)

## That the Brave Endure
- Prima televisiva: 25 aprile 1965
- Diretto da: Ron Winston
- Soggetto di: Michael Dunn

### Trama
- Guest star: Boyd 'Red' Morgan (Cole), Marie Windsor (Carrie Milligan), Tommy Sands (Richard Bain), Willard Sage (maggiore), Douglas Fowley (Jed Peck), Don Collier (Wilkes)

## Taste of Poison
- Prima televisiva: 2 maggio 1965
- Diretto da: Ron Winston
- Soggetto di: Larry Cohen

### Trama
- Guest star: Clarke Gordon (Howland), Stuart Margolin (ufficiale), Walter Burke (Luke), Joseph V. Perry (Jimmie Boy), Carol Eve Rossen (dottor Evelyn Cole)

## Price of a Name
- Prima televisiva: 23 maggio 1965
- Diretto da: Leonard Horn
- Soggetto di: Larry Cohen

### Trama
- Guest star: Jess Kirkpatrick (Pete), Charles Fredericks (Boss), Keith Andes (Roy), Don Megowan (Carruthers), Jay Sullivan (negoziante), Donald Douglas (banchiere Lucas), Marilyn Maxwell (Lucy Benson)